# آيت إسافن (آيت إيسافن)
آيت إسافن هي إحدى مشيخات المملكة المغربية، تتبع جغرافيا لإقليم تيزنيت وإداريًا لآيت إيسافن. يقدر عدد سكانها بـ 4994 نسمة حسب الإحصاء الرسمي للسكان والسكنى لسنة 2004.